# Hora svaté Kateřiny
Hora svaté Kateřiny (arabsky جبل كاثرين, Jabal Kāthrīn nebo جبل كاترين, Jabal Kātrīn, egyptskou arabštinou Gebel Katrīnah) je nejvyšší hora v Egyptě. Nachází se na Sinajském poloostrově v blízkosti města Svatá Kateřina v guvernorátu Jižní Sinaj.

## Název
Hora je pojmenovaná podle svaté Kateřiny Alexandrijské, křesťanské mučednice, žijící údajně kolem roku 300, které je také zasvěcen nedaleký pravoslavný klášter.